# Лайв-Оук (Флорида)
Лайв-Оук (англ. Live Oak) — місто (англ. city) в США, в окрузі Суванні штату Флорида. Населення — 6735 осіб (2020).

## Географія
Лайв-Оук розташований за координатами 30°17′44″ пн. ш. 82°59′3″ зх. д. / 30.29556° пн. ш. 82.98417° зх. д. (30.295625, -82.984108).  За даними Бюро перепису населення США в 2010 році місто мало площу 19,62 км², з яких 19,61 км² — суходіл та 0,01 км² — водойми.

## Демографія
Згідно з переписом 2010 року, у місті мешкало 6850 осіб у 2491 домогосподарстві у складі 1597 родин. Густота населення становила 349 осіб/км².  Було 2951 помешкання (150/км²).
Расовий склад населення:
| - 54,4 % — білих - 35,0 % — чорних або афроамериканців - 1,0 % — азіатів - 0,5 % — корінних американців - 0,1 % — вихідців з тихоокеанських островів - 6,6 % — осіб інших рас |

До двох чи більше рас належало 2,4 %. Частка іспаномовних становила 16,2 % від усіх жителів.
За віковим діапазоном населення розподілялося таким чином: 26,6 % — особи молодші 18 років, 57,6 % — особи у віці 18—64 років, 15,8 % — особи у віці 65 років та старші. Медіана віку мешканця становила 34,2 року. На 100 осіб жіночої статі у місті припадало 96,2 чоловіків;  на 100 жінок у віці від 18 років та старших — 92,5 чоловіків також старших 18 років.
Середній дохід на одне домашнє господарство  становив 36 451 долар США (медіана — 24 049), а середній дохід на одну сім'ю — 37 925 доларів (медіана — 29 720). За межею бідності перебувало 35,7 % осіб, у тому числі 54,4 % дітей у віці до 18 років та 27,1 % осіб у віці 65 років та старших.
Цивільне працевлаштоване населення становило 2449 осіб. Основні галузі зайнятості: освіта, охорона здоров'я та соціальна допомога — 16,6 %, публічна адміністрація — 12,7 %, мистецтво, розваги та відпочинок — 10,5 %, роздрібна торгівля — 10,1 %.